# Geschwader Fledermaus
Geschwader Fledermaus ist ein DEFA-Spielfilm von Erich Engel aus dem Jahre 1958, der auf dem gleichnamigen Theaterstück des bundesdeutschen Autors Rolf Honold basiert. Der Film spielt 1954 im Söldnermilieu des Indochinakriegs; reales Vorbild waren die Civil-Air-Transport-Fluggesellschaft von Claire Lee Chennault. Es ist der erste deutsche Spielfilm, in dem vietnamesische Hauptdarsteller eingesetzt wurden.

## Handlung
Indochina 1954. General Lees US-amerikanische Fluggesellschaft, informell „Geschwader Fledermaus“ genannt, transportiert im Auftrag der französischen Regierung Versorgungsgüter für die Armee im Kampf gegen die Vietminh. Lees Piloten sind sämtlich Veteranen des Zweiten Weltkriegs, die schon Einsätze über Afrika, Japan, Berlin, Hamburg und Dresden geflogen haben.
Die Piloten sind aus den unterschiedlichsten Gründen zu Lee gekommen. Tex Stankowsky wird von seiner Ehefrau mit Unterhaltszahlungen erpresst, obwohl sie mit seinem besten Freund zusammenlebt. Mitch Bryk konnte sein Studium nicht beenden, da er seine Mutter und die Schwestern versorgen musste. Die Flieger vertreiben sich ihre Freizeit mit Alkoholkonsum, Flipperspielen und Besuchen in einem Hanoier Bordell.
Für den abgeschossenen Piloten O’Brien kommt als Ersatz Sam Kirby, der im Weltkrieg gekämpft hat. Von Flessy, der Sekretärin und Geliebten Lees, erhält er eine Einweisung in die Lage. Diese ist nicht rosig. Der Vietminh hat den Stützpunkt Tun Sao vollständig eingeschlossen und mit Flak abgeriegelt, sodass für die „Fledermäuse“ jeder An- und Abflug zu einem Risiko wird. Juristisch sind die Amerikaner halbwegs auf der sicheren Seite, da sie laut Vertrag nicht als Söldner gelten, solange sie kein Kriegsmaterial oder französischen Truppen transportieren.
Doch der französische Kommandeur des Stützpunkts, Oberst d’Allard, steht von Seiten des Armeeoberkommandos unter Druck. Die Zahl der Verwundeten in Tun Sao steigt rapide, sie benötigen dringend medizinische Versorgung. Obwohl Lee weiß, dass der Transport von Truppen ein Vertragsbruch ist, durch den die Piloten den Schutz der Genfer Konvention verlieren, willigt er für höhere Prämien ein. Anfängliche Proteste von Tex Stankowsky und anderen Piloten beschwichtigt er mit der Aussicht auf höheren Sold. Der Oberst verachtet Lee; er hält ihn für ein schlimmeres Subjekt als einen „Nazi-Offizier“.
Mitch Bryk sind inzwischen Zweifel an seiner Tätigkeit gekommen. Auf dem letzten Rückflug sind bereits zahlreiche Schwerverwundete mangels ungenügender Versorgung in seiner Maschine verstorben und wurden nur noch als Leichen ausgeladen. Mitch hält die Lage im Stützpunkt für aussichtslos, trotzdem lassen die Franzosen immer neues „Schlachtvieh“ einfliegen.
Mitch bekommt Kontakt zu Thao, die für die französische Luftwaffe als Funkerin und Dolmetscherin arbeitet. Als ein französischer Offizier gefangene Vietminh zum Verladen der Munition zwingen will und diese sich mit ihrem Hinweis auf die Kriegsgefangenschaft weigern, droht er ihnen mit Erschießung. Thao dolmetscht, die Gefangenen geben nach, doch wird sie dafür als „Franzosenhure“ beschimpft.
Thao hat auch Kontakt zu Dong, einem vietnamesischen Studenten, der in der Bar der „Fledermäuse“ arbeitet. Eines Tages explodiert auf dem Stützpunkt ein Munitionslager. Die französische Feldgendarmerie ermittelt Dong als Täter. Um ihn zu einem Geständnis zu zwingen und mehr über die Hintermänner zu erfahren, wird Dong gefoltert, verrät jedoch nichts. Schließlich soll er durch den Strang hingerichtet werden. Das Angebot, für einen Verrat der Hintermänner das Leben geschenkt zu bekommen, lehnt er ab und wird gehenkt.
Währenddessen bekommt auch Flessy Zweifel an der Art, wie sie mit Lee zusammenlebt. Sie sehnt sich nach Sicherheit und Ruhe. Doch für Lee, einen Haudegen, der schon in Bolivien gedient hat und für Chiang Kai-shek geflogen ist, gibt es für ein bürgerliches Leben keine Perspektive mehr. Flessy ist verzweifelt.
Mitch Bryk verträgt keinen Alkohol, betrinkt sich aber im Kreis seiner Kameraden und versucht anschließend, Thao zu vergewaltigen. Sie schlägt ihm einen Aschenbecher über den Kopf und flieht aus ihrem Zimmer. Am nächsten Tag versucht Mitch, sich bei ihr zu entschuldigen. Sie kommen ins Gespräch, wobei Thao erfährt, dass Mitch aus dem Krieg aussteigen will. Als sie ihn fragt, ob er auch für die „Roten“ fliegen würde, antwortet er, dass Befreiungsbewegungen kein Geld hätten, um Flieger bezahlen zu können, sondern sich auf sich selbst verlassen müssten. Mitch erfährt wiederum, dass Thao bisher an der Sorbonne in Paris studiert hat. Er ist sich unklar über ihre Motive, warum sie hier als Funkerin arbeitet.
Auf dem Stützpunkt trifft die bekannte amerikanische Sensationsreporterin Sandra Seyler ein, eine junge, gut aussehende Blondine, der die Piloten imponieren wollen und die trotz des hohen Risikos in den Stützpunkt einfliegen will. Auch Oberst d’Allard bewundert Seyler. Sie sei eine der wenigen Amerikaner, die wüssten, was Amerika der europäischen Kultur zu verdanken habe, woraufhin der zynische Lee ihn mit der Frage provoziert, ob er damit die Kolonialkriege meine. Der Oberst wehrt sich. Frankreich verteidige nicht nur seine Kolonie, sondern die Ideale der gesamten freien Welt; man werde die Barbaren ausrotten.
Als Seyler fragt, warum das Geschwader nach der Fledermaus benannt sei, antwortet Mitch doppeldeutig: „Weil Fledermäuse nachts fliegen – und blind sind.“ Im Gegensatz zu Seyler sympathisiert Mitch nicht mit den Franzosen; er habe in seiner Jugend gelernt, dass Amerika mit den unterdrückten Völkern fühle und gegen die Kolonisation sei, aber inzwischen habe man wohl die Geschichtsbücher umgeschrieben. Seyler fordert, alle Kommunisten aufzuhängen, aber Mitch weist darauf hin, dass es inzwischen über 900 Millionen davon gibt.
Nach und nach wird die Lage für die Piloten immer kritischer, da die Vietminh inzwischen sogar Radar für ihre Flak benutzen. Schließlich fordert d’Allard, dass Munition in den Stützpunkt eingeflogen wird, da auch dort durch Sabotage das Munitionsdepot explodiert sei. Da Lees Vertrag inzwischen abgelaufen ist, weigert er sich. Der Oberst ist empört: Während Frankreich um seine Kolonie kämpfe, betätigten sich die Amerikaner als Leichenfledderer. Lee reagiert kühl; die Franzosen würden es umgekehrt nicht besser machen, Frankreich habe ausgespielt. Der Franzose wehrt sich. Paris sei immer noch die geistige Hauptstadt der Welt, von Frankreich habe die Menschheit gelernt, was Kultur sei. Lee zeigt auf den Galgen, an dem Dong gehenkt wurde: „Was baumelt daran, ihre Kultur?“
Der Oberst wendet sich daraufhin direkt an die Piloten, die gegen eine beträchtliche Erhöhung des Einsatzgeldes zusagen, obwohl die Maschinen Lee gehören. Sie sind endgültig zu Söldnern geworden. Flessy will sie aufhalten, doch sie sind, abgesehen von Mitch, berauscht von der Aussicht auf den hohen Sold. Während sie erneut Tun Sao anfliegen, erfährt der Luftwaffenstützpunkt, dass der Funkschlüssel verraten wurde. Lee erkennt sofort die Gefahr. Verzweifelt versucht er, die Männer über Funk zur Umkehr zu bewegen, doch die Piloten glauben an einen Trick Lees. Nacheinander werden die Maschinen von Tex, Terry und Andy West in Brand geschossen.
Plötzlich wird die Baracke der „Fledermäuse“ von der Feldgendarmerie abgeriegelt. Die Gendarmen suchen „die Gelbe“, Thao. Offenbar hat sie den Funkschlüssel verraten. Mitch findet sie versteckt unter der Dusche. Er schleust sie aus der Baracke heraus, überwältigt einen Wachposten an einer Dakota und fliegt mit ihr in den Nachthimmel hinaus in das vom Vietminh befreite Gebiet.

## Produktionsgeschichte
Das Drehbuch beruht auf dem gleichnamigen Theaterstück von Rolf Honold, das am 19. Mai 1955 unter seiner Regie im Osnabrücker Theater am Dom uraufgeführt wurde. Die Handlung basiert auf einer französischen Zeitungsmeldung. Am 7. November 1955 erfolgte die Erstaufführung im Theater der Zeit München, wobei Christine Laszar bereits die Rolle der Flessy spielte. Am 6. Januar 1956 wurde das Stück unter der Regie des Berliner Theaterregisseurs Frank Lothar vom Südwestfunk als Fernsehspiel ausgestrahlt; die Hauptrollen spielten u. a. Alexander Golling und Horst Frank. Im Jahr 1957 erschien das Stück in gedruckter Fassung im Münchner Kurt Desch Verlag.
Wann die Zusammenarbeit zwischen Honold und dem DEFA-Studio begann, ist unklar. Der DEFA gelang es offenbar über Kontakte in Nordvietnam, zwei vietnamesische Schauspieler zu engagieren. Bei den Statisten in der Gefangenensequenz handelte es sich um nordvietnamesische und nordkoreanische Studenten. Der gesamte Film wurde im Studio bzw. auf dem Studiogelände der DEFA in Babelsberg hergestellt; alle Flugszenen sind animiert. Die Animationssequenzen stammen von Ernst Kunstmann und Vera Kunstmann. Der Film erlebte am 23. Dezember 1958 im Berliner Kino Babylon seine Premiere.
Die Darstellerin der Thao, Nguyen Thi Hoa, war nach Schnitzler in der Volksarmee Frontkämpferin mit hohen Auszeichnungen, danach Rundfunkansagerin und Sängerin. Das von Eisler komponierte Lied mit vietnamesischen Elementen, das am Ende des Films gespielt wird, wurde von ihr gesungen.

## Abweichungen vom Theaterstück
Die dramaturgische Grundstruktur des Films entspricht der 1957 in Osnabrück veröffentlichten Fassung. Allerdings gibt es im Detail erhebliche Abweichungen ideologischer Art, die offenbar von Drehbuchautor Hans Székely stammen. Die Figur des Dong wurde zusätzlich eingefügt, daher gibt es im Luftwaffenstützpunkt weder einen von ihm ausgeführten Sabotageakt noch seine Folterung und Hinrichtung. Thao (im Stück Binh Nao) ist keine Untergrundkämpferin des Vietminh, daher kommt es auch nicht zu einer gemeinsamen Flucht mit Mitch Bryk. Das Stück endet mit der Vernichtung des Fledermausgeschwaders und einer Anweisung Lees: „Flessing, nehmen sie auf: Funkspruch an Donavan, Philadelphia – stop – anfordere umgehendst 12 Dakotas aus Heeresbeständen – stop – anwerbt neue Besatzung – stop – Lee.“

## Kritik
Geschwader Fledermaus wurde von Karl-Eduard von Schnitzler im Filmspiegel ausführlich rezensiert. Das Werk sei „der erste DEFA-Reißer“. Hans Walter Clasen wirke als Andy West „bedrückend echt mit seiner Härte und brutalen Schnoddrigkeit“; Wolfgang Heinz’ Darstellung als General Lee sei „schlicht meisterhaft“. Der Film sei hervorragend fotografiert, weise jedoch Schwächen beim Ton auf. Was sich im Film ereigne, sei angesichts der gegenwärtigen Kolonialkriege völlig aktuell: „Was sich im Film in Vietnam ereignet, ereignete sich vor wenigen Monaten in Jordanien und im Libanon. Algerien und Zypern sind auch nicht gerade aus der Welt. Und das Hick-Hack zwischen Amerikanern und Franzosen, die gemeinsame schlechte Sache der Imperialisten bei gleichzeitigem Neid, Haß, Erpressung und Drohung untereinander – das stand jetzt am Tage der Premiere von ‚Geschwader Fledermaus‘ auf der Tagesordnung der NATO und des gemeinsamen Marktes …“. Der Film sei zudem „realistisch – nicht nur in der Darstellung von Verbrechen und Lumperei, sondern auch in der Darstellung der Landsknechte, die nicht nur aus Geldgier und Gewissenlosigkeit bestehen, sondern auch Opfer sind, die nicht nur von schwarzer Seele, böse und schlecht sind, sondern mit unterschiedlich erhaltenen Resten menschlicher Züge.“